# راهبردهای همسرگزینی انسان

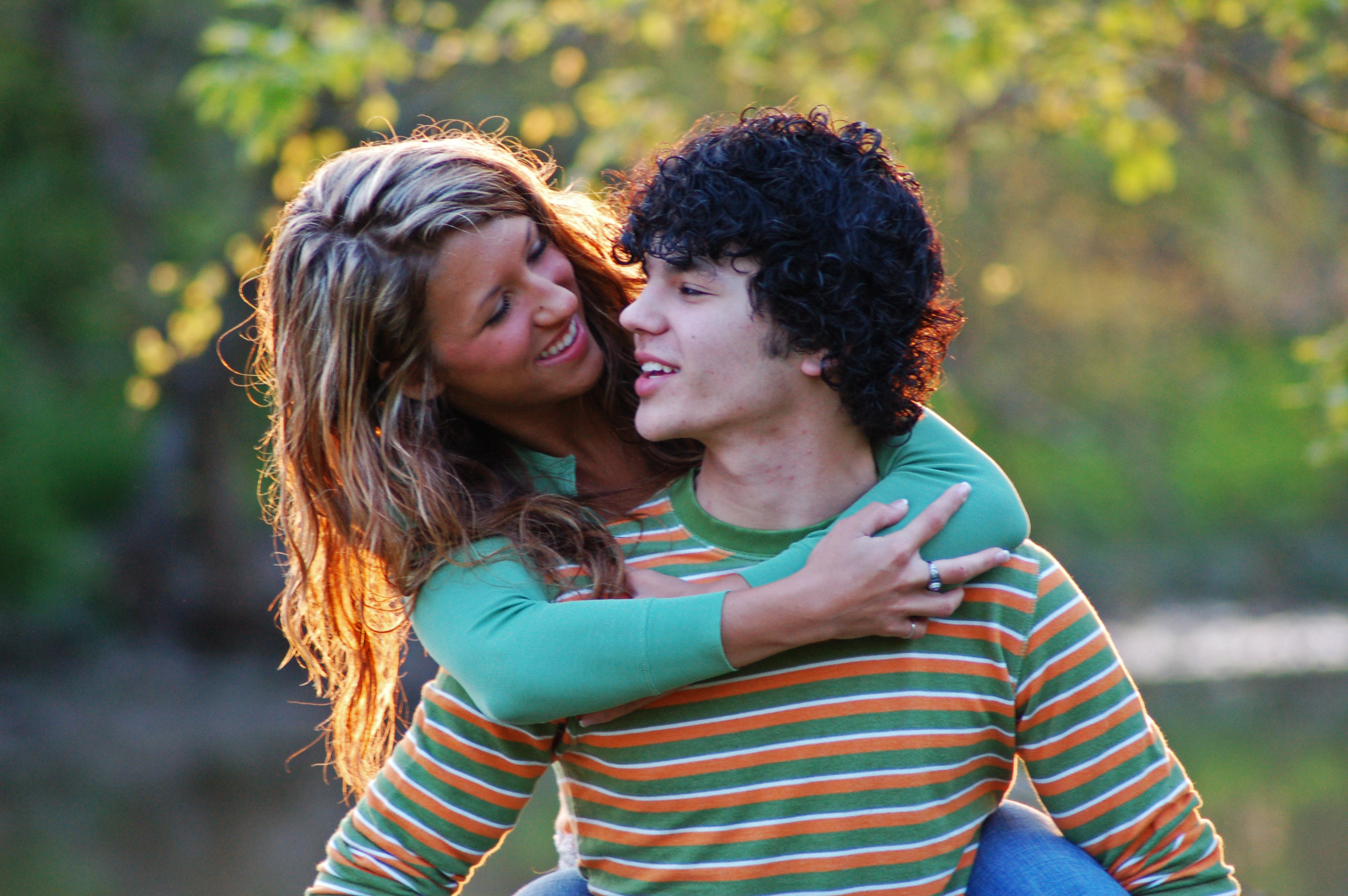
یک جفت انسانی

راهبردهای همسرگزینی انسان، جفت‌یابی یا جفت‌جویی (به انگلیسی: Human mating strategies)، فرایند یافتن یک فرد مناسب برای ازدواج یا رابطه عاشقانه یا دوستی است.
مکان‌های عمومی مانند دانشگاه یا مسجد یا کلیسا یا مهمانی‌ها مثلاً جشن تولد دوستان مکان‌های آشنایی و همسریابی‌اند.

## دیدگاهدوموسه
دوموسه می‌گوید: «تمام مردان دروغ‌زن و مکّار و گزافه‌گو و دورو و ستیزه‌جو هستند و همهٔ زنان خودپسند و ظاهرساز و خیانتکار؛ ولی در جهان تنها یک چیز مقدس و عالی وجود دارد و آن آمیزش این دو موجود ناقص است.
آداب همسرگزینی در بزرگسالان عبارت است از حمله برای تصرف در مردان و عقب‌نشینی برای دلبری و فریبندگی در زنان (البته در بعضی جاها استثناهایی دیده می‌شود). چون مرد طبعاً جنگی و جانور شکاری است و عملش مثبت و تهاجمی است، زن برای او همچون جایزه‌ای است که باید آن را برباید و مالک شود، جفت‌جویی جنگ و پیکار است و ازدواج تصاحب و اقتدار. عفت فراوان زن خادم مقاصد توالد است، زیرا امتناع محجوبانه او کمکی به انتخاب جنس است. عفتْ زنان را توانا می‌سازد تا با جستجوی بیشتر، عاشق خود را یعنی کسی را که افتخار پدری فرزندان او را خواهد داشت برگزیند. منافع گروه و نوع از زبان زن سخن می‌گوید. همچنان‌که منافع فرد از گلوی مرد بیرون می‌آید. در عشق‌بازی، زن از مرد ماهرتر است زیرا میل او چندان شدید نیست که دیده عقل او را ببندند.»